# Oxymore
Pour les articles homonymes, voir Oxymoron.

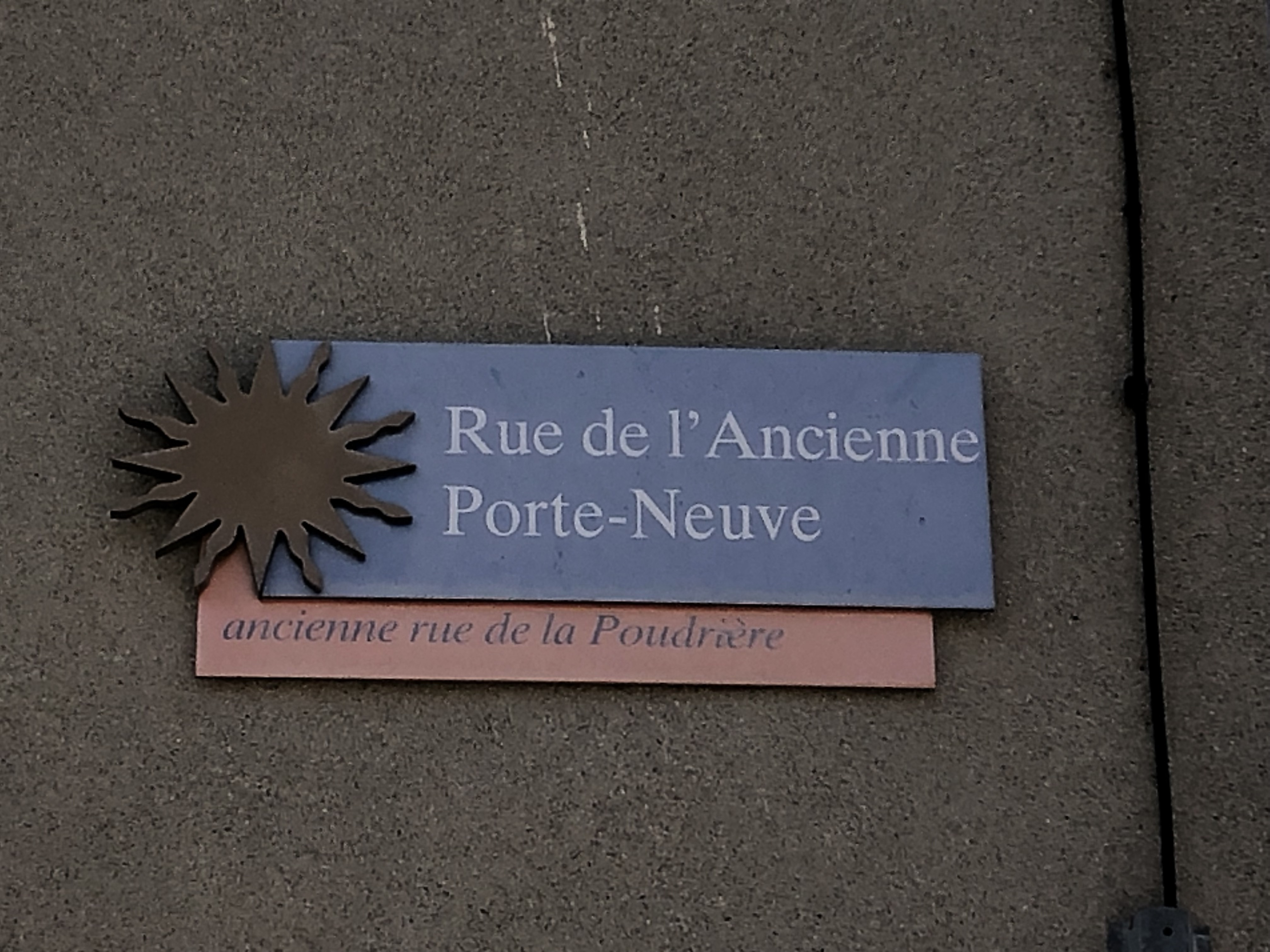
Rue de l'Ancienne Porte-Neuve à Narbonne.

En rhétorique, un oxymore ou oxymoron, est une figure de style qui vise à rapprocher deux termes (le plus souvent un nom et un adjectif) que leurs sens devraient éloigner, dans une formule en apparence contradictoire, comme « une obscure clarté » (Corneille) ou la « lumière noire » émise par les lampes de Wood.
Ce mot vient du grec ὀξύμωρος (oxymôros), terme de rhétorique que Bailly traduit dans son dictionnaire de grec ancien par « ingénieuse alliance de mots contradictoires ».
L'oxymore permet de décrire une situation ou un personnage de manière inattendue, suscitant ainsi la surprise. Il exprime ce qui est inconcevable. Il crée donc une nouvelle réalité poétique. Il rend compte aussi de l'absurde.

## Définition linguistique

### Formes oxymoriques
L'expression « alliance de mots » est souvent employée comme synonyme d'oxymore. L'étymon « oxumoron », également utilisé en français comme synonyme académique de l'oxymore, est quant à lui un mot forgé à l'image de la figure qu'il désigne, de la même manière que la figure de la dorica castra.
L'oxymore met en relation, dans une même expression, voire plus rarement à l'échelle de la phrase, deux mots opposés, souvent des antonymes. Les formes oxymoriques sont ainsi diverses et variées ; elles peuvent s'appuyer sur un syntagme nominal (substantif et épithète combinés le plus souvent) comme dans les expressions « impitoyable tendresse » et « silence assourdissant », ou sur un syntagme verbal (verbe et adverbe combinés) comme dans la célèbre maxime latine festina lente (« hâte-toi lentement »). Il existe également des constructions dites « double oxymore », comme dans « Buveurs très illustres, et […] Verolez très précieux », dont l'interprétation est moins évidente que celle d'un oxymore simple.

### Oxymore, antithèse et antilogie

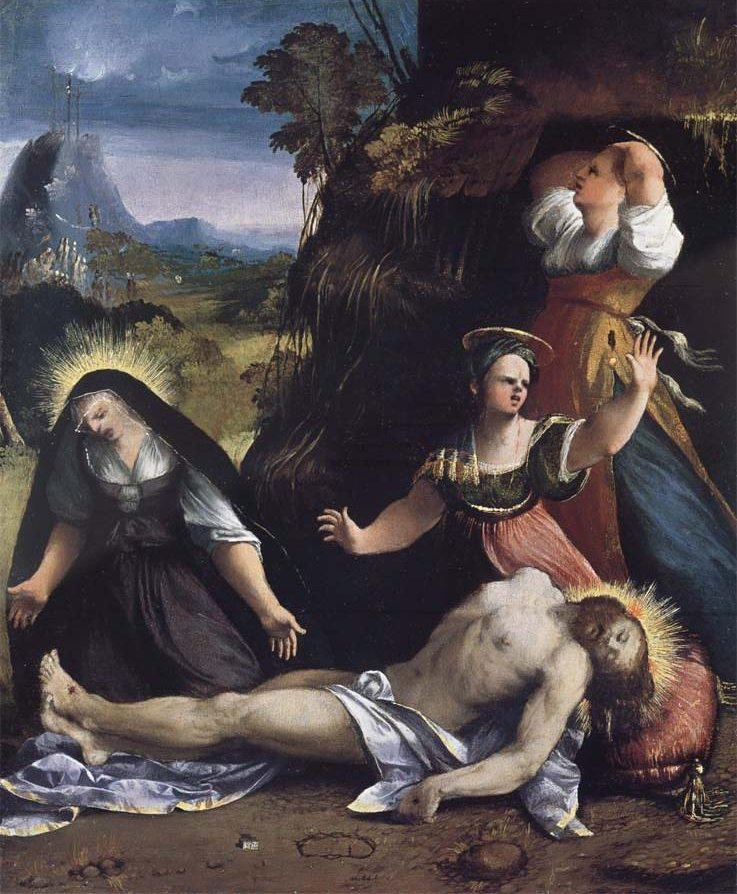
La Lamentation sur le corps du Christ mort de Dosso Dossi, décrit par Madeleine de Scudéry comme un clair-obscur.

La figure aboutit à une relation dite « asémantique », proche de celle constitutive de l'antithèse et surtout de la classe des antilogies (ou paradoxisme chez Pierre Fontanier), classe à laquelle la linguistique l'affilie. On emploie ainsi parfois, à tort, le mot d’antilogie comme synonyme d'oxymore, bien que l'antilogie soit par définition illogique, car elle est une antithèse poussée jusqu'à l'absurde alors que l'oxymore désigne formellement deux termes opposés réunis grammaticalement et sémantiquement qui aboutit à une image certes antithétique, mais sans outrage à la logique comme dans ces vers de Madeleine de Scudéry :
À travers la noirceur de l'ombre, qui cache la mer et les cieux,

Une clarté blafarde et sombre, fait voir l'une et l'autre à nos yeux
— Le Cabinet
L'adjectif « blafarde » suggère en effet la blancheur de l'astre lunaire, et il s'oppose à l'adjectif « sombre ». L'image est certes surprenante, mais pas impossible : ce n'est pas une antilogie, simplement un procédé de contraste permettant à Madeleine de Scudéry de suggérer le clair-obscur du tableau de Poussin.
Fontanier cite comme antilogie le vers de Racine, dans Britannicus : « Ah ! si dans l'ignorance il le fallait instruire ». Allier dans une même phrase deux mots de sens et de logique opposés comme « ignorance » et « instruire » comporte une part de paradoxe, contrairement à un oxymore strict, qui accole deux mots de sens opposés, mais sans confiner à l'antilogie, comme dans l'expression : « s’élancer en avant derrière la musique » (James Joyce) (« s'élancer en avant » étant un pléonasme).

## Définition stylistique

### Une figure d'opposition
Intrinsèquement paradoxal, l'oxymore vise un effet d'apparente absurdité, dont l'intérêt réside dans le large spectre de nuances sémantiques et de connotations que suggèrent les deux termes mis en contradiction. L'oxymore peut tout d'abord renforcer des descriptions comme dans ce vers :
(…) de grandes vaches se déplaçaient avec lenteur dans un silencieux tintement de clochettes
— Alain Robbe-Grillet, Le miroir qui revient
L'oxymore permet de mettre en relief l'aspect bucolique de la scène. Il unit ce que la réalité logique oppose ; en cela il est proche du clair-obscur des peintres, d'où son utilisation préférentielle par les auteurs baroques, et plus tard, par les romantiques, Victor Hugo en tête. Elle est proche d'une autre figure d'opposition : l'hypallage, qui est la réunion de termes n'appartenant pas au même champ sémantique et imposant une image peu commune.

### Effets stylistiques
La figure sert alors à suggérer des atmosphères oniriques ou hallucinatoires, où l'antithèse domine. La figure peut aussi, en poésie comme dans le langage parlé, servir à saisir une contradiction interne ou une passion à la fois captivante et repoussante comme l'exprime ce passage de la correspondance de Gustave Flaubert : « Un sujet à traiter est pour moi comme une femme dont on est amoureux, quand elle va vous céder, on tremble et on a peur, c'est un effroi voluptueux » (Gustave Flaubert).
L’effet de l’oxymore « cavalier à pied » du roman Voyage au bout de la nuit (p. 16) de Louis-Ferdinand Céline est différent. Le jargon militaire banalisé s’oppose à l’ironie générée par l’absurde de ce qui sinon serait considéré comme un « abus de langage donnant une sensation que la langue est abusée dans sa sémantique plus ou moins impropre ». Plus la sanction de solécisme ou de barbarisme s’imposerait dans des conditions normales, plus l’oxymore est réussi, créatif ou poétique.
Si certains oxymores ont été imaginés pour attirer l'attention du lecteur ou de l'auditeur, d'autres le sont pour créer une catégorie verbale décrivant une réalité qui ne possède pas de nom spécifique. Ce sont les « oxymores discrets » : étant entrés dans le langage courant, ils n'apparaissent plus comme des antithèses manifestes. Ainsi les mots composés tels que « clair-obscur » (de l'italien chiaro oscuro) ou « aigre-doux », « doux-amer », ou encore « réalité virtuelle » sont des oxymores (en toute rigueur « virtuel » ne s'oppose pas à « réel » mais à « actuel », selon Deleuze). Cependant, un véritable oxymore doit être relativement créatif, ou poétique, par exemple, on parlera de « flammes glacées », ou d'un « horrible plaisir », afin de provoquer un effet stylistique surprenant.

### Accusations d'oxymore
Un procédé rhétorique assez répandu est de qualifier d'oxymore une expression qui n'est pas censée l'être, dans le but de discréditer le concept. Cette démarche partiellement humoristique peut constituer une attaque assez violente. Jean-Pierre Chevènement par exemple accusait l'expression « Fédération d’États-nations » d'être un oxymore ; de même pour le philosophe Michel Serres au sujet de l'« identité nationale ». Le procédé a été utilisé pour « art contemporain », « intelligence économique », « réalité virtuelle », « Action française », etc.
L'accusation peut aussi utiliser avec esprit la polysémie des mots, comme « chute sans gravité ».

### Genres concernés

#### Tragique
C'est avec le théâtre grec antique et tragique que naît l'oxymore. Sophocle, déjà dans sa pièce Antigone, qualifie l'héroïne de « saintement criminelle », matérialisant par une image un dilemme, clé et nœud du genre tragique, que relève également Aristote. L'auteur de l’Apocalypse utilise aussi l'oxymore en parlant des élus : « Ils ont blanchi leurs robes dans le sang de l'Agneau » (Apo 7:14).

#### Baroque
Les auteurs baroques affectionnaient l'oxymore, car il pouvait répondre à leur recherche : la rencontre des contraires. Eugène Green, dans La Parole baroque montre ainsi que la déclamation, la gestuelle, plus largement la théâtralité baroque, incluant aussi la peinture, l'architecture et la musique du courant esthétique du XVIIe siècle, mettent en œuvre des apparitions paradoxales, ce qu'il nomme des « oxymores tragiques », clé du baroque européen. On peut ainsi citer Du Bellay (Les Regrets, sonnet 150, Seigneur, je ne saurais regarder d'un bon œil) :
Si leur maître se moque, ils feront le pareil,

S'il ment, ce ne sont eux qui diront le contraire, 

Plutôt auront-ils vu, afin de lui complaire,

la lune en plein midi, à minuit le soleil.
Ou bien celui-ci, issu des Tragiques d'Agrippa d'Aubigné, de construction semblable, avec un chiasme :
Mais mal-heureux celui qui vit esclave infâme

Sous une femme hommace et sous un homme femme !

#### Classicisme
Le Classicisme a également eu recours à l'oxymore, figure privilégiée de la tragédie et de l'expression du dilemme des personnages pris dans une action sans rebours possible. Racine notamment dans Andromaque parle d'« heureuse cruauté » et dans Mithridate de « parricide joie ». Les rimes de ces tirades versifiées forment également de curieux oxymores : « joie / proie », ou encore « joie / noie ».
Pouvant aussi être une source de comique, on le trouve aussi dans le titre de comédies, chez Molière, Le Bourgeois gentilhomme, ou chez John Crowne, le Campagnard homme d'esprit, une comédie de la Restauration anglaise de la même époque que Molière. Simultanément, John Milton évoque l'obscurité visible et l'absence de lumière « No light; but rather darkness visible » pour caractériser l’Enfer, dans Le Paradis perdu (Livre i, ligne 62).

#### Romantisme
Les romantiques et préromantiques en font leur figure privilégiée. Charles Baudelaire en fait son principe esthétique, à l'origine de son œuvre des Fleurs du mal, oxymore à elle seule. La figure apparait comme appropriée à sa vision de l’homme, pris entre deux postulats contradictoires, d'un côté Dieu, de l’autre Satan comme dans : 
Je serai ton cercueil, aimable pestilence.
Gérard de Nerval consacre ainsi par son poème El Desdichado l'usage de la figure, rapproché souvent de l'éclipse solaire :
Je suis le Ténébreux, - le Veuf, - l'Inconsolé,

Le Prince d'Aquitaine à la Tour abolie :

Ma seule Étoile est morte, - et mon luth constellé

Porte le Soleil noir de la Mélancolie.

#### Symbolisme
Arthur Rimbaud consacre l'oxymore, dans ses Illuminations, figure qui lui permet de dévoiler son ambition poétique : réunir des inconciliables, comme dans « violent paradis », ou dans « tendresses bestiales ». L'oxymore lui permet de générer une harmonie poétique qui mène à l'hermétisme du monde :
Élan insensé et infini aux splendeurs invisibles, aux délices insensibles, — et ses secrets affolants pour chaque vice — et sa gaîté effrayante pour la foule.

#### Anarchisme
Ce mouvement qui nie les principes politiques et sociaux couramment admis, recourt volontiers à l’oxymore. Dans Voyage au bout de la nuit (1932) de l’écrivain anarchiste Louis-Ferdinand Céline, « cavalier à pied » (p. 16) est doublement ironique : faute d’équidés, tout cavalier est déchu des caractéristiques de sa « noble arme »; quiconque oserait plaisanter sur une telle formule risque d’être fusillé pour une raison futile sous allégation d’anarchisme (p. 61).

## Historique
Les occurrences de l'oxymore sont nombreuses dans la Bible. Dès la Genèse, Dieu crée Ève d'un côté d'Adam, pour être une « aide contre lui » (hébreu : ezer kenegdo),,. L'expression est relevée par les rabbins, les commentateurs comme les psychanalystes. Maïmonide précise notamment qu'Ève est contre Adam et en face de lui, dans l'accord et le désaccord, ce qui inclut le mouvement du désir,. Des rabbins séparent « aide » de « contre lui » pour montrer que la femme sera une aide pour l’homme s’il le mérite, et opposée à lui s’il n’est pas droit, n’en est pas digne. Pour d'autres comme (en) Yossef Modékhaï Leiner, les deux termes « une aide » et « contre lui » doivent être lus ensemble pour signifier que l'épouse aide son mari en lui apportant la contradiction et le faire progresser à travers leurs différences. Cependant, la traduction neutralisée de l'oxymore ezer kenegdo est habituellement donnée par « aide semblable à lui » ou « digne de lui », en s'appuyant sur le mot ezer signifiant « force, puissance » chaque fois qu'il est utilisé en parallèle avec des mots relevant de la majesté ou d'autres mots désignant la puissance tels que oz ou uzzo, dans le texte torahique ; ; la traduction du verset devient ainsi : « Je ferai une puissance [ou une force] correspondant [égale] à l'homme ».
Utilisée dès l'Antiquité, la figure oxymorique fut longtemps nommée « opposition » en France jusqu'au XVIIIe siècle, d’après De Jaucourt, dans l’Encyclopédie où il est attesté pour la première fois en français (en 1765). Les orateurs et poètes antiques ont créé des oxymores célèbres, toujours utilisées, comme Horace surtout avec perjura fides (« une fidélité parjure »), insaniens sapientia (« folle sagesse ») ou dulce periculum (« suave péril »).
Au Moyen Âge, Nicolas de Cues propose comme titre de son ouvrage celui de docte ignorance (De docta ignorantia, 1440). Bernard Dupriez dans le Gradus range l’oxymore parmi l’« alliance de mots » contradictoires et en fait un synonyme de l'antonymie ; pour lui l'« alliance de mots est une ellipse de la définition alliance de mots contradictoires ». Pour Reboul, au contraire, revenant à la définition de Pierre Fontanier, l’oxymore s'assimile au paradoxisme ; il explique en effet que cette figure existe en raison de la contradiction entre la doxa (opinion courante) et l’énonciateur qui la contredit, par métaphore qu'elle permet.
En 2009, le philosophe Bertrand Méheust signe un essai, La Politique de l’oxymore, qui soutient la thèse selon laquelle « l’invention et l’utilisation massive des oxymores par le pouvoir en place a atteint un degré inédit dans l’histoire ».

## Exemples

### Dans la littérature
- « L’Éternel Dieu dit : « Il n’est pas bon que l’homme soit seul. Je lui ferai une aide contre lui » » (Livre de la Genèse, 2:18)
- « On est relevé corps spirituel » (Saint Paul, Première épître aux Corinthiens, XV, 44a)
- « Cette obscure clarté qui tombe des étoiles » (Pierre Corneille, Le Cid, acte IV, scène 3)
- « Elle se hâte avec lenteur » (Jean de La Fontaine, Le Lièvre et la Tortue). À rapprocher de l'adage latin « festina lente » (« hâte-toi lentement »), repris par Nicolas Boileau
- « Jeune vieillard » (Molière, Le Malade imaginaire)
- « Et dérober au jour une flamme si noire » (Jean Racine, Phèdre)
- « Micromégas », c'est-à-dire « Grand (homme) petit » en grec (Voltaire, Micromégas)
- « boucherie héroïque » (Voltaire, Candide)
- « Une sublime horreur » (Honoré de Balzac, Le Colonel Chabert)
- « D'adorer ces nains géants » (Victor Hugo, Les Contemplations, « Nelson »)
- « Un affreux soleil noir d'où rayonne la nuit » (Victor Hugo, Les Contemplations, « Ce que dit la bouche d'ombre ») double oxymore
- « Cette petite grande âme venait de s'envoler » (Victor Hugo, Les Misérables, mort de Gavroche)
- « Porte le soleil noir de la mélancolie » (Gérard de Nerval, El Desdichado)
- « Les Fleurs du mal » (Charles Baudelaire)
- « Les soleils mouillés » (Charles Baudelaire, Les Fleurs du mal, « L'Invitation au voyage »)
- « La clarté sombre des réverbères » (Charles Baudelaire, Les Paradis artificiels)
- « Je la comparerais à un soleil noir » (Charles Baudelaire, Le Spleen de Paris, « Le Désir de peindre »)
- « Sa belle figure laide sourit tristement » (Alphonse Daudet, Le Petit Chose) double oxymore
- « Musicienne du silence » (Stéphane Mallarmé, Poésies, « Sainte »)
- « Élan insensé et infini aux splendeurs invisibles » (Arthur Rimbaud, Illuminations, « Solde »)
- « Épouvantablement ravissante ! » (Edmond Rostand, Cyrano de Bergerac, acte I, scène 2)
- « Un silence assourdissant » (Albert Camus, La Chute)
- « Nous écoutons des conférences inaudibles » (Laurence J. Peter et Raymond Hull, Principe de Peter)
- « Luxueuse austérité » (Marie Rouanet)
- « Un merveilleux malheur » (Boris Cyrulnik)
- « Les fous normaux » (Pierre Desproges)

### Dans la chanson
- « Nous parlons en silence d'une jeunesse vieille » (Jacques Brel, Jojo) double oxymore
- « Douce violence » (Johnny Hallyday)
- « La bamba triste » (Pierre Billon)
- « Un soleil noir et lourd, qui épaissit le jour » (Bernard Lavilliers, Plus dure sera la chute)
- « Douce violence » (Elsa Lunghini)
- « Elles sont affreusement belles » (Calogero, Tu n'as qu'à m'attraper, paroles de Dick Annegarn)
- « Noir lumineux et blanc obscur » (David TMX, Le dessinateur) double oxymore
- « The silence so loud », c'est-à-dire « Le silence si bruyant » en anglais (Metallica, For whom the bell tolls)
- « Gentiment je t’immole » (Mai Lan, chanson reprise de Bâtards de Barbares de La Caution)
- « Mon plus beau cauchemar » (EZ3kiel)

### Dans le cinéma
- « Little Big Man », c'est-à-dire « Petit Grand Homme » en anglais (Arthur Penn, 1970)
- « Le père Noël est une ordure » (Jean-Marie Poiré, 1982)
- « Enfermés dehors » (Mathieu Kassovitz, La Haine, 1995)
- « Eyes Wide Shut », c'est-à-dire « Yeux grand fermés  » en anglais (Stanley Kubrick, 1999)
- « Drôle de mort » (Steven Moffat, Doctor Who, Saison 1, ép.9, 2005)
- « Enfermés dehors », (Albert Dupontel, 2006)
- « Descente au paradis » et « Montée en enfer » (Steven Moffat, Doctor Who, Saison 9, ép.11 et 12, 2015)

### En mathématiques
- Dans le domaine des équations différentielles, il existe une méthode appelée variation de la constante.

### En théologie musulmane
- Pour certains apologistes désireux de prouver l'origine divine du Coran, certains versets seraient des « miracles scientifiques ».

### En politique
- Le 9 mai 2022, Vladimir Poutine, président de la fédération de Russie, qualifie l'invasion de l'Ukraine de « riposte préventive ».

### Figures proches
- Paradoxe
- Antithèse
- Hypallage